# Reggiolo
Reggiolo (Rasöl nel dialetto locale) è un comune italiano di 9 316 abitanti della provincia di Reggio Emilia in Emilia-Romagna.

## Geografia fisica
Il comune di Reggiolo è situato nella bassa reggiana, al confine con l'Oltrepò mantovano, a 32 km a nord dal capoluogo provinciale Reggio Emilia. 
Dista inoltre circa 30 km da Mantova, 40 km da Modena, 45 km da Parma e 70 km da Verona.
Il territorio comunale, oltre al capoluogo, è composto dalle frazioni di Villanova e Brugneto, per un totale di 43,01 chilometri quadrati.
Reggiolo confina a nord con i comuni mantovani di Gonzaga e Moglia, ad est con Rolo, a sud con Fabbrico, Campagnola Emilia e Novellara ad ovest con Guastalla e Luzzara.
Estese tra il comune di Reggiolo e di Novellara vi sono Le Valli di Novellara e Reggiolo, dette Valli. Già paludi nei secoli andati oggi bonificate e rese Area di Riequilibrio Ecologico. Rappresentano delle casse d'espansione del Cavo Fiuma (cassa d'espansione Valle Bagna, Valletta e Valle Bruciati): un tempo erano utilizzate per la coltivazione estensiva della canapa.

## Origini del nome
Le origini documentali di Reggiolo datano intorno al Mille e dallo storico Ireneo Affò (secc. XVIII-XIX) si ritenne che il toponimo «Razolo» derivasse dal luogo emerso da piaghe paludose, ricoperte di «razze» (macchie spinose). Altri sostennero che in seguito il nome poteva essere legato alle sue origini favorite dal comune di Reggio che ne incrementò la popolazione e lo dotò di una rocca e altre torri di difesa. Storici antichi e recenti, interessati alle origini di questi centri padani (come il citato Padre Ireneo Affò, con una sua lettera stampata a Guastalla nel 1775), sembrano concordare sulla prima interpretazione. Altri propendono invece per la derivazione da un corrotto modo di chiamare la città di Reggio, Raézz (come Florenza, Fiorenzuola ossia piccola Firenze) che avrebbe generato Rézol o Ràzol, ossia piccola Reggio. In un atto d'acquisto del 14 maggio 1044 da parte di Beatrice, madre di Matilde di Canossa, per la prima volta si parla della corte Razolo.
Di recente si è supposto che Razolo abbia possibile derivazione dal latino "radius" (raggio), intendendone la distribuzione a raggiera dell'abitato; o anche una forma di trasposizione del dialettale "ràsolo" (piantina di vite nei primi anni) come farebbe pensare in vari documenti il toponimo scritto "raçolo" che ne suffragherebbe l'ipotesi avanzata dallo storico Franco Canova ("Le corti reggiolesi dai Gonzaga al sec. XX", 1996).

## Storia

### Fondazione
Zona percorsa da vari corsi d'acqua pescosi e ricca di minuto traffico fluviale (Crostolo, Bondeno, Po morto, Po maior poi detto Po vecchio), aveva un importante porto-traghetto: il Trifoso. Dai primi documenti si rileva che il Porto, la Corte e le Pescaie erano tre distinte realtà nel territorio circostante, individuate negli ultimi studi. La Corte fu ceduta al monastero di Frassinoro nel 1071; mentre le Pescaie vennero nel 1099 donate al monastero di Brescello. Del Porto si persero invece le tracce, anche se è probabile che fosse in seguito denominato "Vadum Azari", ossia transito fluviale di pertinenza della famiglia dei Da Palude. A Reggiolo non si poteva giungere se non per via d'acqua, anche se nel 1142 fu tracciata una strada (detta "vecia" un secolo dopo) diretta dalla città di Reggio fino al paese. Era necessario superare con ponte o traghetto il corso della Parmesana a sud di Razolo.

### Dal XII secolo
Nel 1115, il 25 luglio, a Bondeno di Roncore, morì la contessa Matilde di Canossa, vice regina d'Italia dal 1111, dopo le estenuanti guerre contro il cugino imperatore Enrico IV, nella difesa della Chiesa ai tempi di Gregorio VII e della Lotta per le investiture. Reggiolo, che cresceva d'importanza, pur restando sempre alla mensa episcopale di Reggio, prima passò in forma enfiteutica al monastero di Frassinoro (1164) e poi divenne località d'interesse strategico al tempo del comune di Reggio e nelle contese tra reggiani e mantovani nell'Oltrepo. Da secoli possesso dell'Episcopato di Reggio, la zona comprendente l'ampio territorio dall'isola di Suzzara fino a Quistello, venne via via terreno di conquista da parte dei confinanti Mantovani, che ambivano a controllare le due rive del Po. Di fronte all'avanzata dei loro vicini a nord del distretto, i Reggiani dapprima contrattarono con Mantova una gestione comune nella Regona: Pegognaga, Gonzaga, Bondeno di Roncore e Bondeno d'Arduino. Era il dicembre 1184,e le due città si ripromettevano pace e reciproco aiuto per 20 anni. Alla scadenza del Trattato, ripresero però le ostilità fra Reggio e Mantova, con la pressione dei Mantovani nell'Oltrepo senza limiti, decisi a impossessarsene. Ambivalenti supremazie dell'una e dell'altra città, portarono nei successivi vent'anni ad una tregua: aprile 1225. Durante le guerre precedenti erano stati distrutti il castello di Carlaxari (Sailetto, MN), assediata Gonzaga, e rasa al suolo Reggiolo (1223), con la demolizione della torre in muratura esistente costruitavi da Reggio nel periodo 1213-1220,con l'escavazione anche della Tagliata da Guastalla alla Molea, a ulteriore difesa del territorio confinante con Mantova ora proprio a Reggiolo.
Si compirono nel frattempo le prime essenziali opere di bonifica: sui terreni reggiolesi la Tagliata, realizzato con manodopera cremonese, nel 1218, forse su un vecchio alveo-ramo del Po in epoca romana. Venne fortificato l'esistente castello per timore delle minacce dei mantovani che, però, nel 1223 distrussero Reggiolo. La tregua del 1225 resistette fino al 1257, consentendo ulteriori sviluppo del territorio reggiolese e dell'Oltrepò ormai sempre più soggetto ai Mantovani. Nel 1242 si eresse la torre nuova più a nord di quella atterrata nel 1223: il Mastio attuale della Rocca (alto allora 16 m). Alcuni anni dopo si circondò la torre-mastio di una cortina muraria, più bassa dell'attuale (8 m). Altre 4 torri furono costruite nei pressi, più a sud, due poi incorporate in un palazzo prospiciente la Piazza (Sartoretti), una alla corte Gollina (il Bittifredo, poi rocca) e l'altra sulla riva della Parmesana.
I Sessi di Rolo con i loro sostenitori di Reggio espugnarono Reggiolo, nel 1265, per poi venderlo per 3.000 lire reggiane ai cremonesi che, però, dovranno tre anni dopo rendere l'incauto acquisto, recuperando i soldi spesi. Successivamente la rocca di Reggiolo venne rafforzata nel mastio centrale, portata all'altezza attuale (m. 34). Nel 1304 Azzo VIII d'Este, podestà temporaneo di Reggio, cedette il paese a due cittadini reggiani, che avevano cittadinanza anche mantovana. Ma solo due anni dopo subentrarono i Bonacolsi, signori di Mantova, spalleggiati dai veronesi loro alleati.
E malgrado le rimostranze di Reggio, che ricorse persino all'Imperatore Enrico VII che era sceso in Italia, Reggiolo resterà dei Gonzaga fino al 1630.

### Dal XVIII secolo
Apparterrà poi fino al 1746-48 al piccolo Ducato di Guastalla, per essere poi integrato nel Ducato di Parma e Piacenza, a seguito del trattato di Aquisgrana, e restarvi fino al 1802, quando Napoleone Bonaparte cedette il ducato Guastallese con Reggiolo e Luzzara al comune di Reggio Emilia. Nel 1806 Reggiolo contava 4.677 abitanti. Nel 1815, dopo la Restaurazione, Reggiolo ritornò ancora sotto a Parma, per essere poi annesso al Ducato Estense nel 1848 in seguito al trattato di Firenze. Durante il periodo parmense, nel 1827 Reggiolo ebbe in titolarità la sua Rocca, cedutagli dalla vedova di Napoleone, Maria Luigia d'Austria. Con il processo dell'Unità d'Italia, Reggiolo passò nel 1859 con plebiscito al Regno di Sardegna e quindi definitivamente sotto la provincia di Reggio Emilia e ne segue la storia.
Reggiolo è stato duramente colpito dal terremoto dell'Emilia del 2012 che ha causato seri danni alla rocca del paese, al centro storico e alle strutture agricole.

#### Eccidi di Reggiolo
Durante la seconda guerra mondiale fu teatro di due stragi, entrambe perpetrate dai fascisti contro i dissidenti ed i partigiani della zona.

## Monumenti e luoghi d'interesse

### Architetture civili
- Teatro comunale
- Palazzo Sartoretti[4]

### Architetture militari

#### Rocca medievale

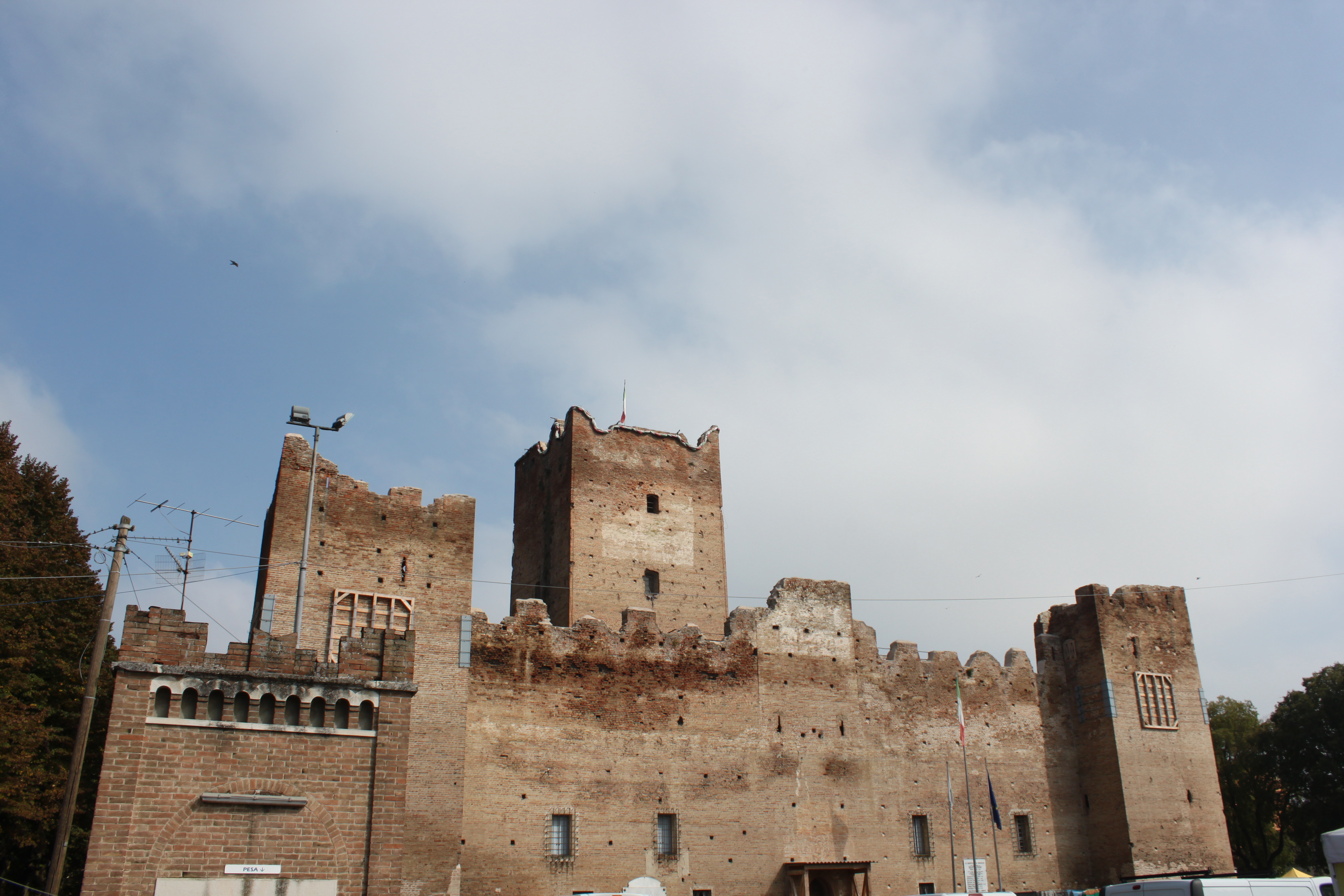
La rocca

Il castello eretto nel XIII secolo e rafforzato nel XIV, conserva all'esterno l'aspetto originale, con le mura, le quattro torri angolari ed il mastio muniti di merli. L'interno è adibito ad uffici.
Nel centro storico di Reggiolo sorge l’imponente Rocca, creatasi intorno all’antica torre medievale (mastio) del 1242, su una modesta altura artificiale, detta “mota”, ora compensata dal rialzo della strada. La torre, circondata da un muro di cinta lungo 40 metri e che in origine non doveva superare gli 8 metri di altezza, risulta così essere il primo elemento di fortificazione del paese, eretto dai reggiani.
Nel corso dei secoli XIV e XV l’assetto della Rocca subì sostanziali modifiche ad opera dei Gonzaga con i quali (intorno al 1370), per difesa contro le bombarde, il muro di cinta (“circhia”) fu innalzato fino a raggiungere i 14 metri e dotato di quattro torri angolari alte circa 20 metri, due delle quali, quelle rivolte a sud, sporgenti. È ben visibile la linea di separazione verticale tra il muro più recente e le torri costruite in precedenza. A nord, dove si apre la porta principale, le torri, in linea con le mura e dotate di un lato obliquo, erano protette dal fossato e volte verso il territorio mantovano.
Tutte le torri sono aperte verso l’interno per consentire più facilmente le manovre di mezzi e persone; è verosimile che fossero collegate con il mastio centrale tramite passerelle “volanti” inserite nei numerosi fori dei muri. A sud, la sporgenza delle due torri d’angolo e la presenza di un’altra torre a difesa della porta, consentivano di tenere sotto tiro gli assalitori, grazie a numerose feritoie a strombo aperte all’interno e più strette verso l’esterno.
Al centro della facciata sud si apre una stretta porta d’accesso, in corrispondenza della quale sorge una quinta torre centrale; sugli stipiti della porta è ancora visibile il canale entro cui scorreva in verticale la saracinesca che chiudeva la porta. Di fronte esisteva un’altra fortificazione (battifredo) ora scomparsa, che si raccordava alle due torri laterali. Sono ancora visibili nelle torri angolari le tracce (i mattoni di colorazione diversa) di questo muro di recinzione che fungeva da anticamera tra la porta d’ingresso e il ponte levatoio più esterno.
Tutt’intorno al perimetro murario correvano i camminamenti per le ronde di guardia dei soldati.
Restano ancora tracce dell’antica merlatura, presumibilmente piatta durante il dominio della guelfa Reggio, e “a coda di rondine” con la ghibellina Mantova. La Rocca aveva all’interno un vasto spazio nel quale trovavano posto gli ambienti per i soldati, le stalle, i magazzini delle derrate, qualche casa, una chiesa dedicata a Santa Maria e la sede del Governatore o del Vicario.
All’esterno, la Rocca era difesa da un profondo fossato che circondava anche la parte abitata a nord, denominata “castello”, cinta da mura e collegata alla Rocca con un piccolo ponte levatoio. Il fossato di difesa, alimentato con l’acqua del vicino canale Tagliata, veniva così ad assumere la forma di un grande “otto” che circondava (e separava) in tutto il suo perimetro il complesso fortificato e quello abitato. Nel corso del ‘700 furono demolite le mura e le torri presenti nella zona incastellata.
Dai documenti, si hanno notizie dell’intervento, nel 1472, dell’architetto fiorentino Luca Fancelli, chiamato a Mantova dai Gonzaga come collaboratore dell’Alberti e come sovrintendente ai vari cantieri aperti in città. A Reggiolo gli fu affidata la sistemazione del cosiddetto “palazzo in rocca”, con la creazione di tre sale stuccate e decorate delle quali però, oggi, non rimane che un solo salone spoglio situato nella parte est della struttura. Malgrado questi lavori di restauro e di risistemazione della Rocca ad ambiente abitativo e residenziale, i Gonzaga, per i propri soggiorni nella zona, preferirono la vicina Villa Aurelia; in generale la Rocca non ricoprì mai veramente una funzione residenziale ma, piuttosto, mantenne la sua tipologia di edificio militare, oggi presenza unica di questo genere nella Bassa.
Non è da escludere che i lavori realizzati dal Fancelli abbiano riguardato anche la creazione di “passaggi segreti” sotterranei: in alcuni carteggi si accenna a ingressi/uscite dalla Rocca verso Gonzaga e verso la Villa Aurelia, attestati anche da recenti lavori di scavo.

#### Il mastio
Costruito nel 1242, è la parte più antica della Rocca. Ha un’altezza di 36 metri per una lunghezza nelle pareti esterne di 11,30 metri. Alla base è munito di un barbacane di rinforzo alla struttura, sporgente di circa un metro rispetto alla linea delle pareti. Presenta una muratura massiccia, che parte da uno spessore di circa 2,30 metri nella parte più bassa, ma che via via si riduce fino a 1,80 m nella parte alta. Vi si accedeva soltanto attraverso una porta sopraelevata munita di una scala di legno che poi veniva ritirata. All’interno vi sono cinque piani, oltre al piano terra e all’ultimo piano, ora a cielo scoperto, ma un tempo fornito di tetto, che possono essere risaliti con una scala a muro in marmo di 130 gradini, realizzata presumibilmente a fine ‘300/inizio ‘400. Si possono ancora notare i fori nella muratura che erano serviti per fissare i ponteggi nella costruzione dello stesso mastio.

#### I restauri recenti
Adibita ancora nel dopoguerra a usi abitativi, a sede scolastica e di laboratori artigianali, la Rocca ha poi conosciuto vari interventi di restauro tra i più importanti dei quali si ricordano quelli del 1976-1978 che hanno riguardato principalmente il mastio, e quelli del 1980-1983 che si sono occupati delle rimanenti strutture.
Il terremoto del 1985, benché non avesse arrecato danni gravissimi, rese inagibile la Rocca per un periodo di circa dieci anni. Solo nel 1995 infatti, vennero intrapresi i lavori (tra cui il rifacimento della pavimentazione interna ed esterna) che portarono poi alla riapertura definitiva della Rocca al pubblico e a un suo migliore inserimento nella vita e nelle pubbliche manifestazioni della comunità.

#### La Rocca
Con il generico termine di “castello”, largamente usato nel linguaggio corrente, si identificano varie opere fortificate, anche assai differenti tra loro per aspetti tipologici, dimensionali, stilistici, ecc. Una vasta sequenza di termini tecnici caratterizza queste differenti tipologie e l’espressione più corretta da riferirsi alla struttura fortificata di Reggiolo è quella di “rocca”. La rocca infatti è quell’apprestamento “militare” in funzione quasi esclusivamente strategico-difensiva destinato ad ospitare un forte contingente di armati, in cui i “quartieri” residenziali sono ridotti all’essenziale. Nella rocca, la tipologia rispecchia questa esigenza: ampio fossato con relativa “tagliata” o “circa”, un’alta cortina merlata interrotta da torri angolari o centrali, un’ampia “corte” interna, in cui sono eretti i casermaggi lignei a ridosso talvolta della cortina, la torre centrale o “mastio” sopravanzante le mura. Questi caratteri che qualificano le “rocche”, hanno riscontro nella fortificazione reggiolese.

#### Caratteri architettonici
La rocca di Reggiolo è stata innalzata nel XIII secolo, periodo in cui la “presa” e distruzione di castelli e rocche dalle fondamenta era, per così dire, all’ordine del giorno, con conseguenti totali rimaneggiamenti volumetrici e stilistici che hanno ridotto il numero di queste strutture giunte pressoché intatte sino ai nostri giorni. Reggiolo ha subito assalti e anche distruzioni, ma quasi tutte le XIII/XIV secolo, col risultato che i caratteri architettonici di questo edificio ben rispecchiano la tipologia delle rocche del tempo.
Tutto il complesso era circondato dal fossato, colmo d’acqua e alimentato probabilmente dall’antico canale di bonifica; tra la fossa e la rocca intercorreva uno spazio libero definito “tagliata” o “circa” che doveva contribuire alla difesa, obbligando eventuali assalitori ad avvicinarsi “allo scoperto”. Usualmente la larghezza della circa equivaleva alla gittata media delle macchine belliche del tempo o a un “tiro di balestra”. La cortina muraria, con paramento in laterizio, si innalza improvvisamente al termine della circa, ed è interrotta da imponenti torri angolari. Una torre centrale difende l’ingresso ad arco tuttora visibile. Le aperture nella cortina e nelle torri erano estremamente ridotte: per lo più balestriere e feritoie direzionate per il tiro incrociato. In prossimità del colmo della cortina e subito sotto la linea dei merli, si osservano innesti per mensole lignee: in essi, venivano alloggiate travi di quercia su cui poggiavano le caditoie lignee aggettanti per la difesa piombante. Tali strutture venivano realizzate soltanto in occasione di eventi bellici. L’accesso alle camminatoie veniva realizzato tramite scale lignee di cui sono ancora leggibili gli innesti all’interno dell’edificio. Nella “piazza d’armi” si riunivano le munizioni per la difesa piombante: grosse pietre e massi da catapulta; la “piazza” era solitamente tenuta sgombra per favorire il movimento delle truppe ed eventuali superfetazioni per lo stallo dei cavalli o l’alloggio dei militi, erano realizzate con tecnica rudimentale e facilmente rimovibile in caso di necessità. Il nucleo centrale della “difesa ad oltranza” era rappresentato dal mastio. Massiccio e imponente, racchiudeva in sé le caratteristiche di una rocca nella rocca: totalmente autosufficiente era provvisto di ingresso sopraelevato cui si accedeva tramite una scala lignea asportabile; nessuna apertura al piano terra, se non alcune feritoie balestriere; un’ampia cisterna garantiva l’approvvigionamento idrico e ampi depositi di cereali assicuravano l’alimentazione agli assediati. Il mastio era articolato su vari piani con solai lignei cui si accedeva tramite una stretta scala interna. I vani all’interno non venivano caratterizzati, riducendosi ad unici vasti ambienti senza tramezzi. La sommità del mastio, anch’essa merlata e apprestata per la difesa piombante, ospitava una finestrella probabilmente utilizzata per comunicazioni visive. L’impianto che ora ho descritto caratterizza la rocca di Reggiolo e, con qualche piccola modifica (es. la scaletta di Gianfrancesco Gonzaga), è rappresentativo della architettura militare del XII/XIV sec. in area locale. A Nord della Rocca, si distendeva il “castello” o “borgo”. Il termine di “castello” qualifica infatti (nella dizione antica) un qualsiasi nucleo di edifici residenziali fortificati. Nel caso di Reggiolo, il borgo, coevo alla rocca, era circondato anch’esso dalla fossa e unito tramite uno stretto ponticello fortificato alla “piazza d’arme” (vedi fotografie catasto 1821). I caratteri costruttivi e la tipologia della rocca di Reggiolo ben illustrano l’architettura fortificata locale del XIII-XIV sec., ma il modello architettonico utilizzato ricalca schemi assai più antichi, di epoca medievale. Nell’alto-medioevo, infatti, le strutture fortificate seguivano criteri distributivi assai simili, impostati su un'unica torre centrale, circondata da una cortina difensiva. È assai raro riscontrare questo schema nella maggior parte dei castelli e delle rocche ancora oggi rimaste e questa particolare caratteristica qualifica l’edificio di Reggiolo tra i più importanti esempi di architettura fortificata italiana. In questo contesto, ogni minimo intervento di “restauro” sulle strutture esistenti deve venire attentamente seguito e impostato su serie ricerche ed analisi, in caso contrario rischiamo la compromissione del monumento.

## Società

### Evoluzione demografica
Abitanti censiti

### Etnie e minoranze straniere
Al 31 dicembre 2017 gli stranieri residenti nel comune sono 959, pari al 10,5% della popolazione. Le nazionalità più numerose sono:
- Pakistan: 269
- India: 185
- Cina: 112
- Romania: 86
- Marocco: 70

### Lingue e dialetti
Il dialetto parlato a Reggiolo presenta per la maggior parte caratteristiche tipiche del dialetto mantovano e si differenzia notevolmente dal dialetto reggiano.

### Tradizioni e folclore
- Fiera di luglio - sagra di san Venerio: la tradizionale fiera di luglio si svolge la prima domenica di luglio. La fiera prevede manifestazioni, eventi, esposizioni di vario genere. Con la fiera di luglio si apre la sagra di san Venerio, il santo protettore di Reggiolo. Durante la sagra si svolge la traslazione dell'immagine del santo dall'oratorio di San Venerio alla chiesa parrocchiale e quindi l'immagine del santo viene portata in processione solenne.
- Festa della Zucca: l'ultima settimana di settembre si svolge la tradizionale fiera della Zucca che propone all'interno di essa la cucina della zucca con il piatto tipico di tradizione sia della bassa mantovana che di quella reggiana: i tortelli di zucca. La Fiera della Zucca è accompagnata da canti e varie rappresentazioni folcloristiche locali.
- Hard Rock Beer: la festa della birra di Reggiolo
- Ruttosound: dal 1997 Stefano Morselli.[9] Manifestazione organizzata a scopi benefici in favore dell'associazione Grade Onlus.[10] Nel 2009 la gara ha avuto un'affluenza di 20.000 spettatori.[11]

### Istituzioni, enti e associazioni

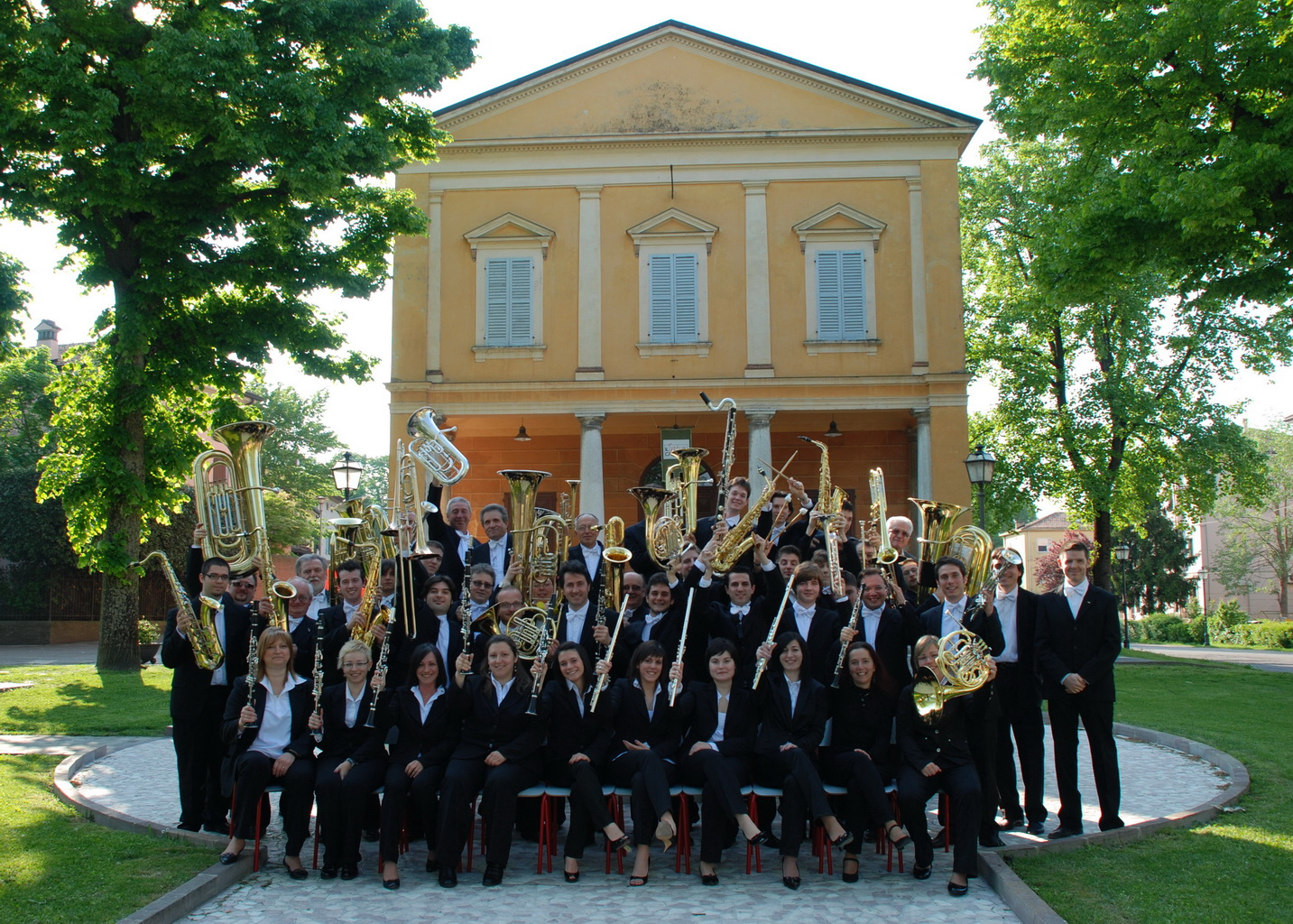
il corpo filarmonico Giovanni Rinaldi

Particolarmente attivo in ambito musicale è il circolo musicale Giovanni Rinaldi che comprende la scuola di musica comunale e il corpo filarmonico Giovanni Rinaldi. Oltre ai consueti concerti del corpo filarmonico (25 aprile, fiera di luglio, concerto di Natale) il circolo organizza anche diverse giornate musicali dedicate ai musicisti di ogni età come il Clarisax Day e l'Ottoniday, nonché la Giornata della musica aperta esclusivamente ai giovani allievi delle scuole di musica. Il 2008 è stato un anno di celebrazioni per il corpo filarmonico Giovanni Rinaldi che oltre a commemorare i suoi 140 di attività ha festeggiato i 10 anni di direzione del maestro Paolo De Gaspari e ha inaugurato la nuova sede della scuola di musica e del corpo filarmonico, una tra le più all'avanguardia a livello acustico e di insonorizzazione del circondario.

## Cultura

### Musei
- Raccolta d’arte "A. R. Giorgi"

## Infrastrutture e trasporti

### Strade
Reggiolo è servita da un proprio casello autostradale (Reggiolo-Rolo) sulla Modena-Brennero. Questa importante arteria stradale lo collega a nord con Mantova, Verona e il passo del Brennero e a sud con Modena e l'Autostrada A1.

### Ferrovie
Nel territorio comunale, attraversato dalla ferrovia Verona-Modena, è presente la fermata di Villanova di Reggiolo. Più vicina a Reggiolo è la stazione di Gonzaga-Reggiolo, tuttavia essa sorge interamente in provincia di Mantova.

## Amministrazione
Di seguito è presentata una tabella relativa alle amministrazioni che si sono succedute in questo comune.
| Periodo        | Periodo        | Primo cittadino     | Partito                                  | Carica  | Note   |
| -------------- | -------------- | ------------------- | ---------------------------------------- | ------- | ------ |
| 9 luglio 1985  | 7 giugno 1990  | Tazio Grandi        | PCI                                      | Sindaco | [ 12 ] |
| 7 giugno 1990  | 24 aprile 1995 | Eber Bianchi        | PCI-PDS                                  | Sindaco | [ 12 ] |
| 24 aprile 1995 | 14 giugno 1999 | Rossana Calzolari   | PDS                                      | Sindaco | [ 12 ] |
| 14 giugno 1999 | 8 giugno 2009  | Mauro Panizza       | DS-PD                                    | Sindaco | [ 12 ] |
| 8 giugno 2009  | 26 maggio 2014 | Barbara Bernardelli | lista civica Centrosinistra per Reggiolo | Sindaco | [ 12 ] |
| 26 maggio 2014 | in carica      | Roberto Angeli      | lista civica Centrosinistra per Reggiolo | Sindaco | [ 12 ] |

### Gemellaggi
- Bon Encontre, dal 2022[senza fonte]

## Sport

### Calcio
La principale squadra di calcio della città è l'Unione Sportiva Reggiolo che milita nel girone D emiliano-romagnolo di Prima Categoria.
Nella stagione 1974-75 vi militò nella squadra degli Juniores Carlo Ancelotti, nato proprio a Reggiolo. Negli anni novanta vi giocò anche Vincenzo Iaquinta, campione del mondo 2006.